# Rosentrogon
Rosentrogon (Harpactes wardi) är en asiatisk fågel i familjen trogoner inom ordningen trogonfåglar.

## Utseende och läten
Rosentrogonen är en stor trogon med en kroppslängd på 35-38 cm. Hanen är skiffergrå med rödbrun anstrykning på huvud, bröst och ovansida. Näbb, panna, ögonbrynsstreck och resten av undersidan är rosa. Honan är brunare och gul där hanen är rosa. Lätet är snabb serie med mjuka "klew", ofta accelererande och fallande i tonhöjd på slutet.

## Utbredning och systematik
Rosentrogonen förekommer i södra Kina (Yunnan), östra Bhutan, norra Myanmar och nordvästra Vietnam. Den behandlas som monotypisk, det vill säga att den inte delas in i några underarter.

## Levnadssätt
Fågeln återfinns bland undervegetation och bambu i högresta subtropiska bergsskogar. Den livnär sig på insekter som fjärilar, stickande insekter och gräshoppor, men även bär. Fåglar i stånd till att häcka har hittats i slutet av mars och början av april. I övrigt saknas kunskap om dess häckningsbiologi och dess bo har ännu inte dokumenterats. Arten tros vara stannfågel.

## Status och hot
Arten har ett stort utbredningsområde, men tros minska i antal, dock inte tillräckligt kraftigt för att den ska betraktas som hotad. Internationella naturvårdsunionen IUCN listar arten som livskraftig (LC). Världspopulationen har inte uppskattats, men den beskrivs som ovanlig till sällsynt.

## Namn
Fågelns vetenskapliga artnamn hedrar Francis Kingdon Ward (1885-1958), engelsk botaniker, upptäcktsresande och samlare av specimen. Fram tills nyligen kallades den även wardtrogon på svenska, men justerades 2022 till ett mer informativt namn av BirdLife Sveriges taxonomikommitté.